# Relations entre le Belize et Taïwan
Les relations entre le Belize et Taïwan désignent les relations internationales s'exerçant entre, d'une part, le Belize, et de l'autre, la république de Chine.
Chacun des deux États est représenté diplomatiquement par une ambassade auprès de l'autre.

## Relations diplomatiques
Alors que le Belize accède à son indépendance en 1981, la république de Chine n'est plus reconnue en tant que membre des Nations unies, en accord avec la résolution 2758 de 1971.
Le Belize et la république de Chine entretiennent des relations diplomatiques à partir du 11 octobre 1989.
Le 25 octobre 1989, la république de Chine ouvre une ambassade au Belize ; sa contrepartie bélizienne à Taïwan est mise en place le 21 septembre 1992.
Après la rupture des relations diplomatiques entre le Honduras et la république de Chine en mars 2023, le Belize et le Guatemala restent les deux seuls États d'Amérique centrale à maintenir des relations diplomatiques officielles avec cette dernière.